# 大垣市かみいしづ斎場
大垣市かみいしづ斎場（おおがきしかみいしづさいじょう）は、岐阜県大垣市上石津町にある、大垣市が運営する火葬場、斎場である。
大垣市の公営の火葬場、斎場は3ヶ所あり、その一つである。

## 概要
- 1994年（平成6年）6月20日、養老郡上石津町町営のかみいしづ斎場として竣工[1]。2006年（平成18年）3月27日に上石津町が大垣市に編入されると同時に大垣市かみいしづ斎場に改称する[2]。
- 延床面積は714.21m2[3]
- 大垣市外居住者も使用可能であるが、市内居住者とは使用料が異なる。

### 施設概要
- 火葬炉：2基[4]
- 式場[2]
- 僧侶等控室
- 和室

### 施設利用案内
- 住所：大垣市上石津町前ケ瀬684番地
- 休館日：1月1日、1月2日、市長の指定する日[5]
- 火葬料金：下記料金は大垣市居住者の場合[2]
  - 満12歳以上：5,000円
  - 満12歳未満：4,000円
  - ペット（へい獣）：1,100円

## 交通アクセス

### 自動車
- 名神高速道路関ヶ原ICより国道365号を南下、車で約20分。

## 周辺施設
- 大垣市かみいしづ緑の村公園